# Zaleptiolus
Zaleptiolus is een geslacht van hooiwagens uit de familie Sclerosomatidae.
De wetenschappelijke naam Zaleptiolus is voor het eerst geldig gepubliceerd door Roewer in 1955. 

## Soorten
Zaleptiolus omvat de volgende 4 soorten:
- Zaleptiolus ater
- Zaleptiolus aureolus
- Zaleptiolus implicatus
- Zaleptiolus laevipes